# 12 sonate da chiesa, op. 1
Le 12 sonate a tre, op. 1, anche conosciute come Sonate da Chiesa a trè, sono un insieme di sonate a tre di Arcangelo Corelli. Furono pubblicate a Roma nel 1681 e dedicate a Cristina di Svezia. Sono sonate da chiesa per un concerto di 2 violini e violone (con l'alternativa dell'arciliuto nelle sonate n. 4, 7, 8, 9 e 11), con l'organo al basso.

## Storia
Furono pubblicate a Roma nel 1681, da Gio. Angelo Mutij, col titolo: "Sonate a trè, doi Violini, e Violone, ò Arcileuto, col Basso per l'Organo." La copertina riporta inoltre la dedica Consecrate alla Sacra Real Maestà di Cristina Alessandra Regina di Svezia, & c. Da Arcangelo Corelli da Fvsignano, detto il Bolognese, Opera prima.

## Le sonate
Le sonate sono costituite da 3, 4 o 5 tempi, come le 12 sonate da chiesa, op. 3.

### Sonata prima
1. Grave.
2. Allegro.
3. Allegro. Adagio. Allegro.

### Sonata seconda
1. Grave.
2. Vivace.
3. Adagio.
4. Allegro.

### Sonata terza
1. Grave.
2. Allegro.
3. Adagio.
4. Allegro.

### Sonata quarta
1. Vivace. Adagio.
2. Adagio.
3. Allegro.
4. Presto. Adagio.

### Sonata quinta
1. Grave.
2. Allegro.
3. Adagio. Allegro. Adagio. Allegro. Adagio. Adagio. Allegro. Adagio. Adagio, e piano.
4. Allegro.

### Sonata sesta
1. Grave.
2. Largo.
3. Adagio.
4. Allegro. Adagio.

### Sonata settima
1. Allegro.
2. Grave.
3. Allegro.

### Sonata ottava
1. Grave.
2. Allegro.
3. Largo. Adagio.
4. Vivace.

### Sonata nona
1. Allegro. Allegro. Adagio, e piano. Allegro.
2. Adagio. Allegro.
3. Adagio.
4. Allegro. Adagio. Allegro. Adagio.

### Sonata decima
1. Grave.
2. Allegro.
3. Allegro. Adagio.
4. Adagio.

1. Allegro.

### Sonata undicesima
1. Grave.
2. Allegro.
3. Adagio.
4. Allegro.

### Sonata dodicesima
1. Grave.
2. Largo, e puntato.
3. Grave.
4. Allegro.